# Jörg Paffrath
Jörg Paffrath (* 4. Januar 1967 in Köln; † Januar 2021) war ein deutscher professioneller Radrennfahrer, der 1997 durch sein Dopinggeständnis einen Dopingskandal in Deutschland auslöste.

## Leben und Sportliche Laufbahn
Als Amateur startete er für den Verein PSV Köln und den RC Neuwied. Sein größter sportlicher Erfolg war der Sieg in der Bayern-Rundfahrt 1990. Paffrath wurde im Juni 1996 bei den Deutschen Meisterschaften positiv auf Doping getestet und erhielt dafür eine Sperre von 6 Monaten. Noch im selben Jahr beendete er seine Karriere. 1997 gestand Paffrath öffentlich ein, über vier Jahre mit insgesamt 24 verschiedenen Mitteln gedopt zu haben. 1998 erhielt Paffrath eine lebenslange Sperre durch den Bund Deutscher Radfahrer, die dieser mit dem durch Paffraths Aussage entstandenen Image-Schaden begründete. Ein 2001 gestelltes Gnadengesuch Paffraths wurde ohne Begründung abgelehnt, ein weiteres, 2003 eingereichtes, führte schließlich zur Aufhebung der Sperre.
Nach seiner Sportkarriere arbeitete Paffrath als selbständiger Gebäudereiniger und übernahm den elterlichen Betrieb. Er starb im Januar 2021 an einem Krebsleiden.

## Erfolge
1990
- Bayern-Rundfahrt

1991
- Grand-Prix François Faber